# 胡文新
胡文新，JP（Thomas Jefferson Wu，1972年9月—），生於香港，籍貫廣東花都，香港企業家胡應湘的長子，胡忠的孫兒，現為香港冰球訓練學校創辦人及主席、香港業餘冰球會聯席創辦人及主席、康城溜冰場有限公司主席、香港冰球協會榮譽會長及曾任國際冰球聯合會（IIHF）副會長，1999年加入合和實業有限公司, 於1999-2019年曾任合和實業有限公司（前聯交所上市代碼：0054）及合和公路基建有限公司（前聯交所上市代碼：0737）之集團執行副主席及董事總經理等多個重要管理崗位，負責管理業務範圍包括物業發展、公路及基建發展、酒店發展、電廠發展、企業管治、持續發展及社會公益。

## 學歷
中學時代就讀香港著名傳統天主教名校香港華仁書院，其後考獲美國普林斯頓大學機械工程及航天工程學士 (BSc, Mech & Aerospace Eng magna cum laude)，以及美國史丹福大學工商管理碩士 (MBA)

## 愛好
胡文新熱愛冰球運動，球齡超過十年，並擅長打後衛位置，其對冰球的持續熱忱、長遠願景及親力親為，以致多年來不遺餘力，積極聯繫大中華區包括中國、香港、澳門及台北等地的冰球組織，全力推動區內的冰球發展。 於2001年及2007年分別創立香港業餘冰球會及香港冰球訓練學校，並擔任主席一職至今，致力推動及發展香港的冰球運動，盼望把緊張刺激，講求高度團隊精神的冰上運動在香港全面普及化，使各階層人士均可以輕易接觸及參與其中。
胡文新活躍於國內外冰球圈，被視為香港冰球運動發展不可或缺的一員，更被香港特區政府及大中華區內多個冰球組織委任為：
- 國際冰球聯合會（IIHF）副會長 (2012-2021)
- 中國冰球協會特邀副主席 (2008- )
- 北京體育大學中國冰球運動學院名譽教授 (2018- )
- 香港冰球協會榮譽會長 (2011- )
- 香港業餘冰球會聯席創辦人及主席 (2001- )
- 香港冰球訓練學校創辦人及主席 (2007- )
- 香港冰球裁判會主席 (2014- )
- 澳門冰上運動總會名譽會長 (2007- )
- 臺北市體育總會冰球協會榮譽主席 (2011- )
- 曾任香港體育學院董事 (2009-2015)
- 香港體育學院Board Alumni (2017- )

## 公務
胡文新先生同時亦擔任多項其他社會公職，包括：
- 中國人民政治協商會議第十三屆全國委員會委員(2018-2023)
- 黑龍江省政協第十至十二屆委員會委員(2011-2023)
- 中華海外聯誼會第二至五屆海外理事(2003-2024)
- 香港特區政府行政長官選舉委員會委員 (酒店界)(2012-2026)
- 香港環境局能源諮詢委員會成員(2016-2022)
- 香港證監會房地產投資信託基金委員會委員(2017-2023)
- 香港科技大學商學院顧問委員會成員(2013-2023)
- 香港公益金名譽副會長(2014- )
- 新濠博亞娛樂獨立非執行董事(2006- )
- 港區省級政協委員聯誼會委員(2011-2023)和體育委員會常務副主任(2015-2023)
- 澳門房地產聯合商會第六至十二屆榮譽會長(2005-2023)
- 香港北京交流協進會理事(2015- )
- 香港全國青聯委員協進會委員(2015-2022)
- 香港青少年軍總會名譽顧問(2018- )
- 香港廣東各級政協委員聯誼會會員(2006- )
- 青年會計師發展交流協會榮譽顧問(2006- )
- 香港設計大使創會成員(2006- )
- 普林斯頓大學校長咨詢委員會成員(2019-2022)
- 香港黑龍江經濟合作促進會第六、七屆董事會副會長(2016-2020)
- 北京海外聯誼會第六至九屆理事(2003-2019)
- 曾任香港機場管理局董事(2019-2022)
- 曾任香港旅遊發展局成員(2014-2020)
- 曾任香港特區政府紀律人員薪俸及服務條件常務委員會委員(2013-2018)
- 曾任香港貿易發展局港日經濟合作委員會第一至第四屆委員及董事(2010-2021)
- 曾任香港證券及期貨監察委員會諮詢委員會委員(2007-2013)
- 曾任香港特區政府中央政策组泛珠三角小組委員(2008-2009)
- 曾任香港特區政府推動使用電動車輛督導委員會委員(2009-2015)
- 曾任香港貿易發展局中國貿易諮詢委員會委員(2008-2010)
- 曾任香港酒店業主聯會執行委員(2002-2020)
- 曾任香港童軍總會龍堡國際賓館管理委員會委員(2004-2020)
- 曾任香港理工大學校董會成員(2009-2012)
- 曾任香港科技大學顧問委員會委員(2009-2012)
- 曾任香港浸會大學校董會成員(2013-2014)
- 曾任香港體育學院董事(2009-2015)
- 曾任史丹福大學商學院諮詢委員會委員(2008-2013)
- 曾任香港青年聯會會董(2004-2011)
- 曾任香港上市公司商會副主席(2003-2010)
- 曾任中國人民政治協商會議花都區政協委員會第七至八屆委員及第九屆常委(2003-2016)
- 曾任亞洲青年管弦樂團董事(2011-2016)
- 曾任商社聚賢平台 (團結香港基金)創始成員(2016-2019)
- 曾任香港專業及資深行政人員協會創會會員(2006-2010)

## 榮譽
- 太平紳士
- 廣州市榮譽市民
- 香港嶺南大學榮譽院士
- 香港董事學會「2010年度傑出董事獎」
- 世界經濟論壇全球青年領袖
- 二零一一年、二零一二年及二零一三年亞洲企業管理「亞洲企業董事成就獎」/ 2011, 2012 and 2013 Corporate Governance Asia「Asian Corporate Director Recognition Award」
- 二零一二年、二零一三年及二零一四年亞洲企業管理「亞洲最佳首席執行官(投資者關係)」/ 2012, 2013 and 2014 Corporate Governance Asia「Asia’s Best CEO (Investor Relations)」

## 資料來源
- 【冰球邀請賽】胡文新：將軍澳 愉景灣新冰場預計2020年落成 （页面存档备份，存于）
- 香港冰球訓練學校新一年大計 胡文新：加強正向思維訓練 延續瑞典技術交流 （页面存档备份，存于）
- 中国冰球发展要目光长远 （页面存档备份，存于）
- 北京体育大学设立“胡文新奖教奖学金” （页面存档备份，存于）
- 港人在内地：胡文新出钱出力 推祖国冰球发展 （页面存档备份，存于）
- 胡文新退下火綫「瞓身」支持冰球發展　港隊東奧奪佳績大呼感動 （页面存档备份，存于）
- 合和212億提私有化 胡文新將不持股 （页面存档备份，存于）